# زوگر کانتونال‌بنک
زوگر کانتونال‌بنک (انگلیسی: Zuger Kantonalbank) شرکت خدمات مالی و بانکداری سوئیسی است، که در سال ۱۸۹۲ تأسیس شد.